# Prévoté de Saint-Donatien (Bruges)
L'ancienne Prévoté de Saint-Donatien (néerlandais: Sint-Donaasproosdij ou Proosdij van de kerkelijke heerlijkheid Sint-Donaas) est un bâtiment baroque sur la Place du Bourg à Bruges. Le bâtiment est l’ancien siège de la seigneurie ecclésiastique de Saint-Donatien.

## Histoire
En 1089, sous Robert I de Flandre, les prévôts de la cathédrale Saint-Donatien sont devenus chanceliers héréditaires du Comté de Flandre. À ce titre, ils s’occupaient de l’administration du comté et ont développé une importante seigneurie ecclésiastique avec sa propre administration et son propre tribunal. Lorsque Bruges a reçu son premier évêque, Pierre de Corte, en 1560, les titres de prévôt et de chancelier passèrent aux 17 évêques qu’allait connaître la ville avant la fin de l’ancien régime.
Le bâtiment actuel imaginé en 1665-1666 par l’architecte anversois Cornelis Verhouven et le chanoine anversois Frederic Hillewerve a été construit dans un style baroque triomphaliste typique de la Contre-Réforme. Le langage formel nettement baroque fait clairement référence à l’architecture baroque anversoise du XVIIe siècle et est unique dans le centre-ville de Bruges. La porte monumentale était une porte d'entrée pour les chevaux et les calèches. Dame Justice trône au sommet de la porte et les dieux grecs de la vérité, de la charité ainsi que de la justice sont représentés sur le fronton le plus élevé. L’impressionnante sculpture a été réalisée par le sculpteur brugeois Cornelis Gailliaert.
La prévôté se composait à l’origine de deux étages et de neuf travées. En 1865, le côté droit a fait l’objet d’une extension avec une demi-travée et une nouvelle façade latérale. Cette extension était nécessaire car la façade située du côté est, qui n'était pas censée être visible, a été libérée au début du  XIXe siècle après la démolition de la cathédrale Saint-Donatien. L’ancienne prévôté a acquis ses dimensions actuelles en 1907 lorsque, après la démolition de quelques maisons, elle a été agrandie de six travées sur la gauche (en direction de la Grand-Place).
Le bâtiment a été entièrement restauré de 1972 à 1974 selon les plans de l'architecte Luc Dugardyn. Les statues ont ensuite été rénovées en pierre de Lavaux par J. Dekeyzer (Langemark). La prévôté a été rafraîchie à nouveau en 2001. Elle fait partie aujourd’hui de la résidence officielle du gouverneur de Flandre occidentale.